# Divonne-les-Bains
Divonne-les-Bains, là một xã ở tỉnh Ain, vùng Auvergne-Rhône-Alpes thuộc miền đông nước Pháp.